# Vlaams-nationale dienstweigeraars
De Vlaams-nationale dienstweigeraars waren in de jaren dertig van de 20e eeuw een aantal Vlaamse jongemannen die weigerden hun dienstplicht te vervullen in het Belgisch leger. Zij deden dit  uit Vlaams-nationale motieven, maar er waren toch enkele accentverschillen. Sommigen onder hen wensten geen bevelen in het Frans te aanvaarden, anderen protesteerden tegen de achteruitstelling van de Vlamingen binnen het Belgisch staatsverband. Een aantal onder hen handelde daarnaast ook uit een pacifistische overtuiging. Zij werden allen tot gevangenisstraf veroordeeld. Enkele namen van Vlaams-nationale dienstweigeraars waren Berten Fermont, Joris De Leeuw en Lode Bonten.
In 2007 deed het begrip dienstweigeraar opnieuw zijn intrede in de Vlaamse Beweging maar in een geheel andere context. In het kader van de acties ten voordele van de splitsing van het kiesarrondissement Brussel-Halle-Vilvoorde weigerden een aantal burgers te zetelen als teller, voor- of bijzitter in een kiesbureau. Zij protesteerden hiermee tegen het ongrondwettelijk karakter van deze kieskring. Een aantal van deze dienstweigeraars werd gerechtelijk vervolgd en met geldboetes bestraft, anderen werden vrijgesproken.